# Wool (Dorset)
Wool ist ein Dorf im Süden von Dorset, England. Das Dorf liegt an einer historischen Flussüberquerung am River Frome, auf halbem Weg zwischen Dorchester und Wareham. Wool liegt an der South Western Main Line, die London Waterloo mit Weymouth verbindet. Bei der Volkszählung 2011 hatte die Gemeinde – zu der auch der nördlich gelegene Armeestützpunkt Bovington Camp gehört – 2015 Haushalte und 5310 Einwohner.

## Namensherkunft
Der Ortsname Wool ist erstmals in angelsächsischen Urkunden von 1002 bis 1012 bezeugt, wo er als Wyllon erscheint. Im Domesday Book von 1086 erscheint er als Wille und Welle, und als Welles 1212 im Book of Fees (Liber feodorum). Der Name bedeutet „Quellen“, im Sinne von englisch well ‚Brunnen‘.

## Umgebung
In der Nähe von Wool liegen zwei Weiler, East Burton und Giddy Green. Östlich des Dorfes befinden sich die Ruinen des ehemaligen Zisterzienserklosters Bindon Abbey, das 1539 aufgelöst wurde. Die Steine der Abtei wurden unter anderem für den Bau von Lulworth Castle wiederverwendet.
Zu den Sehenswürdigkeiten gehören weiterhin das Panzermuseum Bovington und Monkey World, ca. 2–3 km nördlich gelegen.

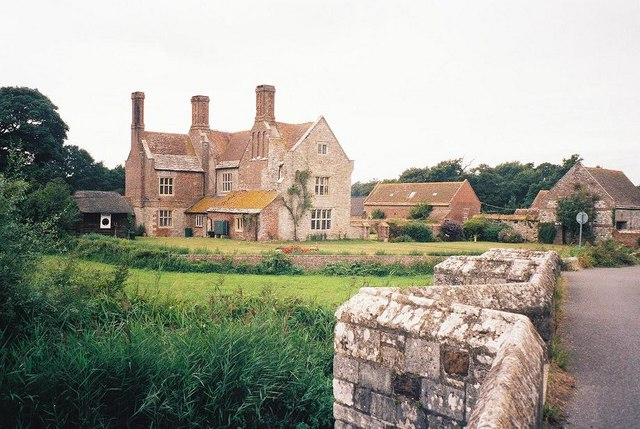
Woolbridge Manor mit der Wool Bridge im Vordergrund

Woolbridge Manor, ein Gebäude aus dem 17. Jahrhundert, ist ein markantes Bauwerk etwas außerhalb des Dorfes und der Schauplatz von Tess’ Flitterwochen in Thomas Hardys Roman Tess von den d’Urbervilles. Weitere markante Merkmale des Dorfes sind die mittelalterliche Kirche Holy Rood und die reetgedeckten Cottages entlang der Spring Street.

## Wool Bridge
Eine kleine, einspurige Steinbrücke, die Wool Bridge, führt mit fünf Bögen am Dorfrand, etwa 200 m nördlich des Bahnhofs, über den Frome. Sie ist ein denkmalgeschütztes elisabethanischen Bauwerk des Grades II* aus dem 16. Jahrhundert und wird nicht mehr für den Fahrzeugverkehr genutzt, sondern steht nur noch Fußgängern und Fahrradfahrern offen. Der Ortsname Wullebrigg, der 1244 schriftlich belegt wurde, deutet auf eine Flussüberquerung an dieser Stelle schon im 13. Jahrhundert hin, die ggf. von den Möchen in Bindon Abbey nach der Klostergründung 1172 erbaut wurde. Urkundliche Recherchen zeigen, dass bereits 1343 ein Vorgängerbauwerk zur aktuellen Konstruktion über den Fluss aufgezeichnet wurde. Als „besterhaltenste elisabethanische Brücke in Dorset“ bezeichnet, wurden nach dem Bau der Steinbrücke in den folgenden Jahrhunderten (1607, 1688, 1742, 1806) Reparaturarbeiten fällig. Im späten 19. Jahrhundert wurde die südliche Brückenauffahrt verlängert und mit einem weiteren Bogen ergänzt; im Januar 2018 kollabierte an diesem Teil der Brücke das Mauerwerk der stromaufwärtsgerichteten Fassade und wurde saniert, die restlichen Brückenpfeiler blieben unbeschädigt.